# 维沙卡帕特南级驱逐舰

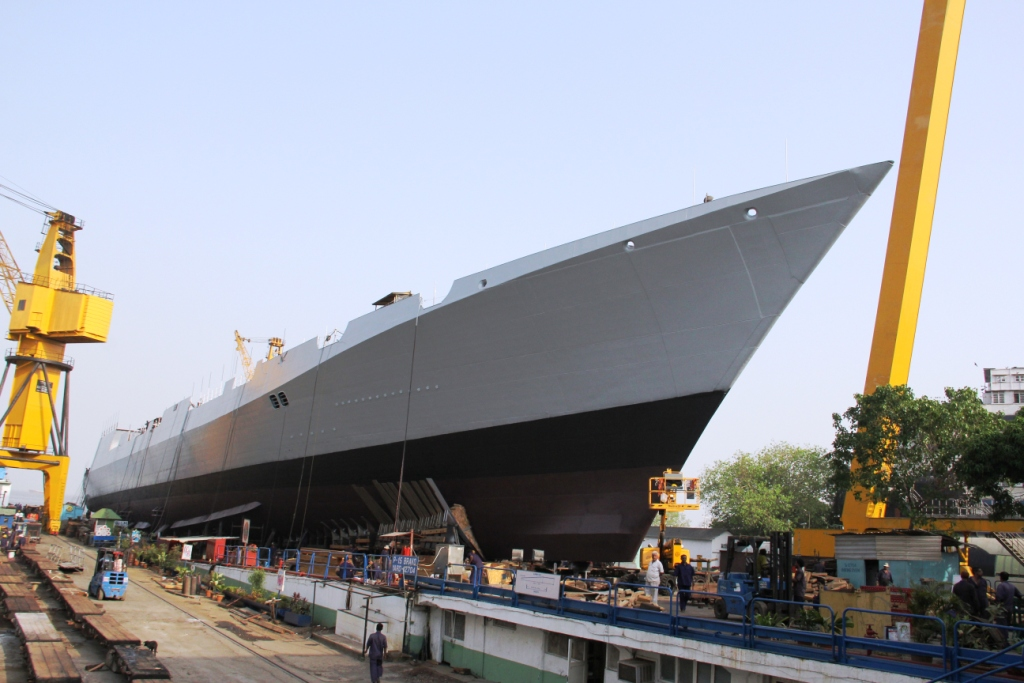
首艦維沙卡帕特南號(D 66)下水

維沙卡帕特南級驅逐艦（英語：Visakhapatnam-class destroyer）是印度海军的驅逐艦艦級。維沙卡帕特南級由位於孟買的馬扎崗造船廠建造。維沙卡帕特南級驅逐艦包括維沙卡帕特南號，莫爾穆高號，因帕爾號和波班達爾號，是印度海軍最大的驅逐艦。
維沙卡帕特南級驅逐艦為前型加爾各答級驅逐艦(Project 15A)的改進型，艦體規模與武裝基本相同，但依據之前服役經驗做出各部調整，例如將主聲納的位置由艦底調整到艦艏。在艦橋與桅杆造型上也做了修正，具有更好的匿蹤效果。第一艘驅逐艦於2021年服役。

## 歷史
2011年1月，印度內閣安全委員會批准了加爾各答級驅逐艦（15A）的後續行動。項目15B訂購了四艘驅逐艦，總成本為40億美元。2020年1月新增的武器和傳感器，使總成本達到50億美元。

### 建造
該級驅逐艦的建造始於2013年，龍骨於2013年10月鋪設。每艘該級軍艦預計將節省10億美元的成本。第一艘驅逐艦於2015年4月20日下水，2021年11月服役。

## 設計
維沙卡帕特南級的基本設計衍生自加爾各答級驅逐艦，在書面資料上為具區域防空能力的防空驅逐艦。

### 武器系統
與加爾各答級相同，艦砲為奧托梅萊拉76公厘艦炮，防空飛彈為以色列的巴拉克-8防空飛彈。

### 相关
- 印度军事
- 印度海军
- 加尔各答级驱逐舰 印度

### 同级别舰
- 阿利伯克级驱逐舰 美国
- 052C型驱逐舰 中华人民共和国
- 052D型驱逐舰 中华人民共和国
- 地平线级驱逐舰 法國 義大利
- 45型驱逐舰 英国
- 霍巴特级驱逐舰
- 金刚级驱逐舰 日本
- 爱宕级驱逐舰 日本
- 摩耶級驅除艦 日本
- 秋月级驱逐舰 日本
- 朝日級驅逐艦 日本
- 世宗大王级驱逐舰 大韓民國